# Fenton (Missouri)
Fenton – miasto w Stanach Zjednoczonych, w stanie Missouri, w hrabstwie St. Louis.